# Feliz Natal
Feliz Natal este un oraș în Mato Grosso (MT), Brazilia.